# Пабло Насіменто Кастро
Пабло Насіменто Кастро (порт. Pablo Nascimento Castro, нар. 21 червня 1991, Сан-Луїс) — бразильський футболіст, захисник клубу «Фламенгу» та збірної Бразилії.

## Ігрова кар'єра
Народився 21 червня 1991 року в місті Сан-Луїс. Вихованець юнацьких команд футбольних клубів «Ферровіаріо», «Іраті» та «Сеара». На початку 2010 року на правах оренди перейшов у клуб «Кішада», де зіграв один матч у чемпіонаті штату і згодом повернувся до «Сеари». У її складі 4 вересня 2010 року в матчі проти «Васко да Гами» він дебютував у бразильській Серії А. На початку 2011 року Пабло на правах оренди виступав за «Тірадентес», після чого знову повернувся в «Сеару». Згодом на початку 2012 року був на перегляді у нідерландському ПСВ, втім у команді не залишився.
У 2012 році гравець приєднався до «Греміо». У матчі Ліги Гаушу проти «Пелотаса» він дебютував за нову команду. Втім, цей матч так і залишився єдиним за клуб. В 2013 році в пошуках ігрової практики Пабло перейшов в «Аваї», де за наступні два сезони провів 35 матчів у Серії Б, забивши 5 голів.
На початку 2015 року Пабло перейшов в «Понте-Прету», втім вже у кінці серпня того ж року покинув команду і за 6 млн євро перейшов у французький «Бордо». У матчі проти «Парі Сен-Жермена» він дебютував у Лізі 1. Втім у новій команді не став основним гравцем і на початку 2017 року на правах оренди повернувся на батьківщину, приєднавшись до «Корінтіанса», якому допоміг виграти чемпіонат і Лігу Паулісту. Після закінчення оренди Пабло повернувся в «Бордо». Станом на 27 вересня 2019 року відіграв за команду з Бордо 62 матчі в національному чемпіонаті.

## Статистика виступів

### Статистика клубних виступів
| Сезон             | Команда           | Чемпіонат         | Чемпіонат | Чемпіонат | Національний кубок | Національний кубок | Національний кубок | Континентальні кубки | Континентальні кубки | Континентальні кубки | Інші змагання | Інші змагання | Інші змагання | Усього | Усього | Усього |
| Сезон             | Команда           | Ліга              | Ігор      | Голів     | Ліга               | Ігор               | Голів              | Ліга                 | Ігор                 | Голів                | Ліга          | Ігор          | Голів         | Ігор   | Голів  |        |
| ----------------- | ----------------- | ----------------- | --------- | --------- | ------------------ | ------------------ | ------------------ | -------------------- | -------------------- | -------------------- | ------------- | ------------- | ------------- | ------ | ------ | ------ |
| 2010              | «Кішада»          | ЛС                | 0+1       | 0         | КБ                 | 0                  | 0                  |                      | -                    | -                    |               | -             | -             | 1      | 0      |        |
| 2010              | «Сеара»           | A+ЛС              | 3+0       | 0         | КБ                 | 0                  | 0                  |                      | -                    | -                    |               | -             | -             | 3      | 0      |        |
| 2011              | «Сеара»           | A+ЛС              | 0+6       | 0         | КБ                 | 0                  | 0                  |                      | -                    | -                    |               | -             | -             | 6      | 0      |        |
| Усього за «Сеару» | Усього за «Сеару» | Усього за «Сеару» | 9         | 0         |                    | 0                  | 0                  |                      | -                    | -                    |               | -             | -             | 9      | 0      |        |
| 2011              | «Тірадентес»      | ЛС                | 0+3       | 0         | КБ                 | 0                  | 0                  |                      | -                    | -                    |               | -             | -             | 3      | 0      |        |
| 2012              | «Греміо»          | A+ЛГ              | 0+1       | 0         | КБ                 | 0                  | 0                  |                      | -                    | -                    |               | -             | -             | 1      | 0      |        |
| 2013              | «Аваї»            | B+ЛК              | 3+15      | 1+2       | КБ                 | 4                  | 0                  |                      | -                    | -                    |               | -             | -             | 22     | 3      |        |
| 2014              | «Аваї»            | B+ЛК              | 32+8      | 4+0       | КБ                 | 5                  | 0                  |                      | -                    | -                    |               | -             | -             | 45     | 4      |        |
| Усього за «Аваї»  | Усього за «Аваї»  | Усього за «Аваї»  | 58        | 7         |                    | 9                  | 0                  |                      | -                    | -                    |               | -             | -             | 67     | 7      |        |
| 2015              | «Понте-Прета»     | A+ЛП              | 18+14     | 1+0       | КБ                 | 3                  | 0                  | ПАК                  | 1                    | 0                    |               | -             | -             | 36     | 1      |        |
| 2015–16           | «Бордо»           | Л1                | 16        | 1         | КФ+КЛ              | 1+0                | 0                  | ЛЄ                   | 1                    | 0                    |               | -             | -             | 18     | 1      |        |
| 2016–17           | «Бордо»           | Л1                | 0         | 0         | КФ+КЛ              | 0                  | 0                  |                      | -                    | -                    |               | -             | -             | 0      | 0      |        |
| 2017              | «Корінтіанс»      | A+ЛП              | 23+16     | 0+2       | КБ                 | 6                  | 0                  | ПАК                  | 4                    | 0                    |               | -             | -             | 49     | 2      |        |
| 2017–18           | «Бордо»           | Л1                | 15        | 0         |                    | -                  | -                  |                      | -                    | -                    |               | -             | -             | 15     | 0      |        |
| 2018–19           | «Бордо»           | Л1                | 25        | 1         | КЛ                 | 2                  | 0                  | ЛЄ                   | 12                   | 0                    |               | -             | -             | 39     | 1      |        |
| Усього за «Бордо» | Усього за «Бордо» | Усього за «Бордо» | 56        | 2         |                    | 3                  | 0                  |                      | 13                   | 0                    |               | -             | -             | 72     | 2      |        |
| Усього за кар'єру | Усього за кар'єру | Усього за кар'єру | 199       | 12        |                    | 21                 | 0                  |                      | 18                   | 0                    |               | -             | -             | 238    | 12     |        |

## Титули і досягнення
- Чемпіонат Бразилії (1):

«Корінтіанс»: 2017
- Переможець Ліги Пауліста (1):

«Корінтіанс»: 2017
- Володар Кубка Росії (1):

«Локомотив» (Москва): 2020-21
- Володар Кубка Лібертадорес (1):

«Фламенгу»: 2022
- Володар Кубка Бразилії (1):

«Фламенгу»: 2022
Збірні
- Переможець Суперкласіко де лас Амерікас: 2018

### Індивідуальні
- У символічній збірній Ліги Паулісти: 2017[7]